# Johannes Stüttgen
Johannes Stüttgen, né le 24 janvier 1945 à Freiwaldau (actuellement Jeseník en République tchèque), est un artiste et auteur allemand ainsi qu'un actionnaire de Omnibus für direkte Demokratie (de).

## Biographie
L'engagement social de Stüttgen est étroitement basé sur les idées de Joseph Beuys, par exemple, le concept élargi de l'art (de), la sculpture sociale, le mouvement allemand pour la démocratie directe et l'anthroposophie. Il vit et travaille à Düsseldorf.